# Zoanthus bertholetti
Zoanthus bertholetti is een Zoanthideasoort uit de familie van de Zoanthidae. De wetenschappelijke naam van de soort is voor het eerst geldig gepubliceerd door .